# Johann Habermann
Pour les articles homonymes, voir Habermann (homonymie) et Avenarius.
Johann Habermann, aussi Johannes Avenarius, né le 10 août 1516 à Egra et mort le 5 décembre 1590 à Zeitz, est un théologien luthérien allemand.

## Biographie
Il naît le 10 août 1516 à Eger (92 m. w. de Prague). Il entre à l'église luthérienne vers 1540, étudie la théologie, et remplit un certain nombre de pastorats. Après une brève activité académique à Iéna et à Wittenberg, enil accepte en 1575 une nomination comme surintendant de Naumburg-Zeitz.
Il meurt à Zeitz (23 m s.w. de Leipzig), le 5 décembre 1590.

## Œuvres
Bien que loué par ses contemporains en tant qu'exégète de l'Ancien Testament, son importance réside dans le domaine pratique. Il publie un certain nombre de sermons, un Trostbüchlein, une vie du Christ, et surtout le livre de prières, Christliche Gebet für alle Not und Stende der gantzen Christenheit (1565, 2. édition de 1567), dans lequel, pour la première fois, les prières pour divers besoins chrétiens étaient réparties sur plusieurs jours de la semaine. A quelques exceptions près, les prières sont écrites dans un langage biblique clair, sans ornement. L'ouvrage a été traduit en latin, en anglais (comme The Enimie of Securitie, Londres, 1580), et en français, et a été largement diffusé dans les milieux protestants. Malgré ses crudités d'expression occasionnelles, le livre est toujours utilisé ; et certaines des prières sont passées dans les livres d'église.